# Жильбер Кабуру
Жильбер Кабуру (8 листопада 1981) — угандійський плавець.
Учасник Олімпійських Ігор 2008 року, де в попередніх запливах на дистанції 50 метрів вільним стилем посів 82-ге місце і не потрапив до півфіналів.